# Lanî-Sokolivski, Strîi
Lanî-Sokolivski (în ucraineană Лани-Соколівські) este un sat în comuna Podorojnie din raionul Strîi, regiunea Liov, Ucraina.

## Demografie
Componența lingvistică a localității Lanî-Sokolivski
     Ucraineană (99,59%)
     Alte limbi (0,27%)
Conform recensământului din 2001, majoritatea populației localității Lanî-Sokolivski era vorbitoare de ucraineană (99,59%), existând în minoritate și vorbitori de alte limbi.